# جان ميشيل بلانكير
جان ميشيل بلانكير (مواليد 4 ديسمبر 1964) هو سياسي وقاضي فرنسي، شغل منصب وزير التربية الوطنية سابقا.